# Lenford Singh
Lenford Singh (ur. 8 sierpnia 1985) – piłkarz z Turks i Caicos, reprezentujący to terytorium na arenie międzynarodowej.

## Kariera klubowa
Według dostępnych danych Lenford Singh zdobył mistrzostwo Turks i Caicos w 2011 roku z drużyną ProvoPool Celtic.
Po tym sukcesie grał w innych drużynach z Turks i Caicos takich jak: Cheshire Hall, Small World United, Beaches FC. Od 2019 roku reprezentuje barwy SWA Sharks.

## Reprezentacja
Lenford Singh zadebiutował w drużynie narodowej Turks i Caicos w przegranym wyjazdowym meczem 0:6 z Kubą. Do tej pory rozegrał w narodowych barwach 18 spotkań i strzelił jednego gola (stan na 27.03.2021).

## Bramki w reprezentacji
| Nr | Data              | Obiekt                                                 | Przeciwnik   | Bramka na | Rezultat | Zawody                          |
| -- | ----------------- | ------------------------------------------------------ | ------------ | --------- | -------- | ------------------------------- |
| 1. | 14 listopada 2019 | TCIFA National Academy, Providenciales, Turks i Caicos | Sint Maarten | 2–2       | 3–2      | Liga Narodów CONCACAF 2019/2020 |